# Auttijärvi
Auttijärvi är en sjö i Finland. Den ligger i kommunen Rovaniemi i landskapet Lappland, i den norra delen av landet, 700 km norr om huvudstaden Helsingfors. Auttijärvi ligger 123,2 meter över havet. Den är 33,34 meter djup. Arean är 2,03 kvadratkilometer och strandlinjen är 13,92 kilometer lång. Sjön  ingår i Kemi älvs huvudavrinningsområde. 